# Matthijs Brouwer
Matthijs Christian Brouwer (Raamsdonk, 1 juli 1980) is een Nederlandse hockeyspeler. Hij speelde tot dusver 211 officiële interlands (68 doelpunten) voor de Nederlandse hockeyploeg. De aanvaller maakte zijn debuut op 2 juni 2000 in de oefeninterland Nederland-Spanje (1-0). Hij nam tweemaal deel aan de Olympische Spelen.
Brouwer, wiens neef Ronald Brouwer eveneens voor het Nederlands elftal speelt, kwam achtereenvolgens uit voor DDHC, Push en Hockeyclub 's-Hertogenbosch. In het voorjaar van 2005 verruilde hij die laatste club voor de kersverse kampioen in de Nederlandse hoofdklasse, Oranje Zwart.

## Internationale erelijst
| JAAR | TOERNOOI               | PLAATS                 | RESULTAAT     |
| ---- | ---------------------- | ---------------------- | ------------- |
| 2000 | Champions Trophy       | Amstelveen, Nederland  | Goud          |
| 2001 | Champions Trophy       | Rotterdam, Nederland   | Brons         |
| 2002 | Wereldkampioenschap    | Kuala Lumpur, Maleisië | Brons         |
|      | Champions Trophy       | Keulen, Duitsland      | Goud          |
| 2003 | Champions Trophy       | Amstelveen, Nederland  | Goud          |
|      | Europees kampioenschap | Barcelona, Spanje      | Vierde plaats |
| 2004 | Olympische Spelen      | Athene, Griekenland    | Zilver        |
|      | Champions Trophy       | Lahore, Pakistan       | Zilver        |
| 2005 | Europees kampioenschap | Leipzig, Duitsland     | Zilver        |
|      | Champions Trophy       | Chennai, India         | Zilver        |

Matthijs Brouwer · 
Ronald Brouwer · 
Jeroen Delmee · 
Geert-Jan Derikx · 
Rob Derikx · 
Marten Eikelboom · 
Floris Evers · 
Erik Jazet · 
Karel Klaver · 
Jesse Mahieu · 
Teun de Nooijer · 
Rob Reckers · 
Taeke Taekema · 
Klaas Veering · 
Guus Vogels · 
Sander van der Weide ·
Coach: Terry Walsh
Thomas Boerma · 
Matthijs Brouwer · 
Ronald Brouwer · 
Jeroen Delmee · 
Geert-Jan Derikx · 
Rob Derikx · 
Laurence Docherty · 
Jeroen Hertzberger · 
Robert van der Horst · 
Timme Hoyng · 
Teun de Nooijer · 
Rob Reckers · 
Taeke Taekema · 
Guus Vogels · 
Roderick Weusthof · 
Sander van der Weide ·
Coach: Roelant Oltmans